# Carl Lindquist
Carl Lindquist, född 17 juni 1988 i Stockholm, är en svensk skådespelare och sångare. Han medverkade 2018-2019 som Raoul i den norska premiären av Andrew Lloyd Webber's The Phantom of the Opera på Folketeateret i Oslo. 2016 medverkade Carl också som Peter i en Europaturné av Bill Kenwrights officiella produktion av Jesus Christ Superstar och 2015 turnerade han över hela Storbritannien i den manliga huvudrollen som "Fred Gaily" i Miracle on 34th Street (känd som Here's Love). Han har även uppträtt på scen tillsammans med Ramin Karimloo. 
Under 2020 var han voice-over för VING och deras reklamfilmer, som sändes på tv och online.
Carl är också singer-songwriter och han släppte sin debut EP, 'End of Our Road' 2012.

## Teater
| År      | Produktion               | Roll                     | Teater             | Plats                     |
| ------- | ------------------------ | ------------------------ | ------------------ | ------------------------- |
| 2014    | The Twelve Angry Jurors  | Juror 4                  | Pleasance Theatre  | Off West End              |
| 2014    | Godspell                 | Ensemble                 | Lyric Theatre      | West End                  |
| 2014    | The Drowsy Chaperone     | Aldolpho                 | Lost Theatre       | Off West End              |
| 2014    | Time Management          | Doctor                   | White Bear Theatre | Off West End              |
| 2015    | Godspell                 | Ensemble                 | Hackney Empire     | Storbritannien-turné      |
| 2015    | Here's To Life           | Man                      | i.u.               | National Portrait Gallery |
| 2015    | Miracle on 34th Street   | Fred Gaily               | i.u.               | Storbritannien-turné      |
| 2016    | Jesus Christ Superstar   | Peter                    | i.u.               | Europaturné               |
| 2017-18 | Das Phantom der Oper     | Der Perser/Cover Phantom | i.u.               | Europaturné               |
| 2018-19 | The Phantom of the Opera | Raoul de Chagny          | Folketeateret      | Oslo                      |

## Filmografi
| År   | Titel                     | Roll           | Anmärkningar                                                                 |
| ---- | ------------------------- | -------------- | ---------------------------------------------------------------------------- |
| 2015 | Coffin (Kortfilm)         | Matthew        |                                                                              |
| 2017 | Paddington 2              | Prisoner       |                                                                              |
| 2018 | Gone To Mexico (Kortfilm) | Alan Gottfried | Filmen visades vid Short Film Corner på Filmfestivalen i Cannes 2018.        |
| 2021 | Max (Kortfilm)            | Max MacLean    | Vinnare av två Monthly Indie Shorts Awards för Best Actor och Best Director. |

| År   | Titel                                   | Roll          |
| ---- | --------------------------------------- | ------------- |
| 2011 | Hellenius hörna                         | Såret         |
| 2018 | The Investigator: A British Crime Story | Copper        |
| 2022 | Clark                                   | Sniper (röst) |

## TV-spel
| År   | Titel                      | Roll              |
| ---- | -------------------------- | ----------------- |
| 2019 | SpellForce 3: Soul Harvest | Old Alyani (röst) |

## Diskografi
Solo
- 2012 – End of Our Road (EP)

Med Coexistence
- 2009 – Carrion Comfort (EP)
- 2012 – Flow
- 2016 – Everlasting Scars

Med Anton Johansson's Galahad Suite
- 2013 – Anton Johansson's Galahad Suite

## Utmärkelser och nomineringar
| År   | Pris                        | Kategori                | Produktion               | Resultat  |
| ---- | --------------------------- | ----------------------- | ------------------------ | --------- |
| 2021 | Monthly Indie Shorts Awards | Best Actor              | Max (Kortfilm)           | Vann      |
| 2018 | BroadwayWorld Norway Awards | Best Actor in a Musical | The Phantom of the Opera | Nominerad |